# Rachel Beer
Rachel Beer rozená Sassoon (7. dubna 1858 Bombaj – 29. dubna 1927 Royal Tunbridge Wells) byla britská novinová redaktorka indického původu. Byla šéfredaktorkou deníků The Observer a The Sunday Times.

## Životopis
Rachel Sassoon se narodila v Bombaji v rodině Davida Sassoona z bagdádské židovské obchodnické rodiny Sassoonů, jedné z nejbohatších rodin 19. století. Její otec byl znám jako „Rothschild Východu”. Rachel v mládí pracovala jako dobrovolná zdravotní sestra v nemocnici.
V roce 1887 se provdala za bohatého finančníka Fredericka Arthura Beera, syna Julia Beera (1836–1880), a konvertovala ke křesťanství. Frederick, anglikánský křesťan, pocházel rovněž z rodiny etnicky židovských konvertitů ke křesťanství. V důsledku její konverze se jí rodina zřekla. Beerovi měli kořeny jako bankéřská rodina ve frankfurtském ghettu. Ve Velké Británii byli finančníky, mezi jejichž investice patřilo i vlastnictví novin.

### Kariéra
Brzy po svatbě s Frederickem začala přispívat články do deníku The Observer, který tehdy vlastnila rodina Beerových. V roce 1891 převzala funkci šéfredaktorky a stala se tak první ženou ve vedení celostátních novin. O dva roky později koupila The Sunday Times a stala se šéfredaktorkou i těchto novin. Ačkoli „nebyla... brilantní redaktorkou”, byla známá pro svůj „občasný talent a věcná rozhodnutí”.

#### Dreyfusova aféra
Během jejího působení ve funkci redaktorky publikoval The Observer jednu ze svých největších exkluzivit. Roztrhaný ručně psaný vzkaz, označovaný jako bordereau, našla francouzská hospodyně v odpadkovém koši na německém velvyslanectví v Paříži. Popisoval menší francouzské vojenské tajemství a byl zřejmě napsán špionem ve francouzské armádě. Za tento zločin byl odsouzen a na Ďábelském ostrově uvězněn, židovský kapitán francouzské armády Alfred Dreyfus, který byl shledán vinným, i přesto, že nebyly předloženy žádné skutečné důkazy. Skutečný viník, major hrabě Esterházy, byl při soudním procesu shledán nevinným, ale byl prohlášen za neschopného služby a uprchl do Londýna. Rachel Beer věděla, že Esterházy je v Londýně, protože pařížská korespondentka listu The Observer s ním navázala spojení. Dvakrát s ním vedla rozhovor a on se přiznal, že je pachatelem. Rozhovory zveřejnila v září 1898, kdy informovala o jeho přiznání a napsala v úvodním slovu, v němž obvinila francouzskou armádu z antisemitismu a vyzvala k obnovení procesu s nevinným Dreyfusem. Navzdory těmto důkazům byl Dreyfus v pozdějším procesu znovu shledán vinným, ale po protestech veřejnosti byl v roce 1899 omilostněn do domácího vězení a nakonec 12. července 1906 zproštěn viny, obnovena jeho vojenská komise a povýšen na majora.

### Poslední roky
Její manžel Frederick zemřel v roce 1901 na syfilis, který přenesl na svou ženu. Rachelino chování bylo stále nevyzpytatelnější a vyvrcholilo zhroucením. Následujícího roku byla zavřena do vězení a její důvěrníci prodali oboje noviny. Přestože se následně uzdravila, po zbytek života potřebovala ošetřovatelskou péči a poslední roky života strávila v Chancellor House v Tunbridge Wells, kde v roce 1927 na následky nemoci zemřela.
V závěti odkázala svému synovci Siegfriedu Sassoonovi štědré dědictví, které mu umožnilo zakoupit dům Heytesbury House ve Wiltshire, kde strávil zbytek života. Na počest jejího dědictví zavěsil Siegfried nad krb olejový portrét své tety.
Jejího bratra Alfreda rodina vydědila za to, že se oženil mimo židovskou víru. Rachel se sice také provdala za nežida, ale v jejím případě byl čin odpuštěn kvůli jejímu pohlaví. Zatímco její manžel Frederick byl pohřben ve velkém mauzoleu svého otce na hřbitově Highgate v severním Londýně, její rodina zasáhla, aby zabránila jejímu pohřbu v této baště anglikánského náboženství. Místo toho měla být pohřbena v mauzoleu rodiny Sassoonových v Brightonu v Sussexu. Její hrob se však nyní nachází na městském hřbitově v Tunbridge Wells a na její náhrobek byl přidán nápis jako uznání její novinářské a redaktorské práce, který zaplatily deníky The Observer a The Sunday Times.